# Henny Porten
Henny Porten (7 de gener de 1890 - 15 d'octubre de 1960) va ser una actriu i productora cinematogràfica alemanya, activa principalment en l'època del cinema mut. Al llarg de la seva trajectòria artística entre 1906 i 1955 va treballar en més de 170 produccions.

## Biografia
El seu veritable nom era Frieda Ulricke Porten, i va néixer a Magdeburg, Alemanya. Porten va ser una de les escasses intèrprets alemanyes que es va iniciar en el cinema sense tenir experiència teatral prèvia. Moltes de les seves primeres pel·lícules van ser dirigida pel seu marit, Curt A. Stark, amb el qual s'havia casat el 10 d'octubre de 1912, i va morir durant la Primera Guerra Mundial mentre lluitava a Transsilvània al front romanès en 1916. El seu pare, Franz Porten, també havia estat actor i director cinematogràfic.
En els anys 1910 va treballar activament en el cinema, convertint-se, al costat de Asta Nielsen, en la primera estrella del cinema alemany.
Porten va fundar en 1919 una productora cinematogràfica pròpia, que el 1924 es va fusionar amb la signatura de Carl Froelich. També en el 1919, va rodar Irrungen, film en el qual s'exposava una crítica de caràcter social. El mateix any, va actuar en la versió de l'obra de Gerhart Hauptmann Rose Bernd. El 1920, va aconseguir un gran èxit amb les pel·lícules dirigides per Ernst Lubitsch Anna Boleyn (protagonitzada per Emil Jannings) i Kohlhiesels Töchter. En 1921 va seguir treballant amb reconeguts directors, destacant la producció dirigida per Ewald André Dupont Die Geierwally, Hintertreppe (1921), de Leopold Jessner, i la cinta de 1923 de Robert Wiene I.N.R.I.
L'actriu al principi era escèptica en relació amb el cinema sonor, però finalment va treballar amb el nou mitjà, debutant en 1930 amb el Film Skandal um Eva.
El 24 de juny de 1921 va tornar a casar-se, aquesta vegada amb Wilhelm von Kaufmann (1888-1959), metge d'origen jueu, llavors director del Sanatori "Wiggers Kurheim", a Garmisch-Partenkirchen, i que a partir de llavors es va fer càrrec de la producció de les pel·lícules de Porten. Quan els Nazis van prendre el poder i ella es va negar a divorciar-se del seu marit jueu, la seva carrera es va interrompre totalment, per la qual cosa va decidir emigrar, sent-li negat el visat per tal de prevenir una impressió negativa. Tot i això, i gràcies a la intercessió d'Albert Göring, durant l'època Nazi va poder rodar deu pel·lícules, i la seva afable i consoladora personalitat va ajudar a calmar el públic enfrontat amb els bombardejos aliats. En 1944, després de ser destruïda la seva casa per un projectil, el matrimoni va haver de viure al carrer. Finalitzada la Segona Guerra Mundial, Porten va treballar per als estudis DEFA.
Henny Porten va morir a Berlín, Alemanya, el 1960. Va ser enterrada en el Cementiri Kaiser-Wilhelm-Gedächtnis de Berlín.
El 1960 se li van atorgar l'Ordre del Mèrit de la República Federal d'Alemanya.

## Salt a la fama
Va ser a La porcellana de Meissner (1906), que Henny Porten fer la seva primera aparició al cinema. Es va tractar d'un modest paper en una pel·lícula sonoritzada, de molt curta durada, que el seu pare, Franz Porten, va dirigir per Oskar Messter. El 1907, després d'acabar els seus estudis al Col·legi de Múgica per Filles Majors, la jove Porten es va convertir en una actriu professional i va treballar amb la Deutsche Mutoskop und Biograph GmbH abans de signar un contracte d'exclusivitat amb Messter i de protagonitzar la cinta Lohengrin (1910), basada en l'òpera en tres actes de Richard Wagner. Encara que sense gran èxit de taquilla al principi, la seva cridanera aparença i el seu estil senzill d'actuar van exercir un efecte magnètic per al públic.
Va ser amb la pel·lícula L'amor d'una jove cega (1910), que Henny va esdevenir la primera diva del cinema alemany. En 1912 va aparèixer en Amor emmascarat, el primer llargmetratge de la Messters-Projection GmbH, Berlin, a la qual van seguir un centenar de films fins 1918. És per això mateix que el seu nom s'identifica amb l'ascens de la indústria cinematogràfica alemanya.

## "Noia Messter"
Els primers productors de cinema alemany renunciaven a revelar els noms dels actors de les seves pel·lícules, tement que els cobressin més diners. Per aquest motiu Henny Porten no fos coneguda pel seu nom sinó per l'epítet de la "noia Messter". Però el 1910, quan Henny va actuar en el melodrama L'amor d'una jove cega amb tant d'èxit, Messter es va veure obligat a donar a conèixer al públic el nom del seu intèrpret. I tot seguit, l'actriu li va demanar un augment de sou.

## Tipus de personatges que interpretava
Els personatges que Henny Porten representava en les seves pel·lícules, sorgien de la vida quotidiana del poble i permetien als espectadors alemanys reconèixer estructures familiars per a ells. Gairebé sempre es tractaven d'històries preses de les novel·les per entregues tretes de les revistes. Per això, els cercles artístics i intel·lectuals del país van qualificar a l'actriu com "l'estrella de la gent comuna". Com un símbol de tot el que les elits culturals menyspreaven de la classe baixa. Aquests mateixos cercles atribuïen la popularitat de Henny al seu personificació de la imatge tradicional de la dona alemanya: una plàcida, voluptuosa, però no eròtica rossa, que encarnava valors com l'autosacrifici, la indulgència i la submissió. Porten va ser fidel a aquesta caracterització des de 1910 fins al final de l'època del cinema mut.
Henny Porten solia interpretar a dones que trobaven la seva realització en servir els altres i en el autosacrifici, que es lliuraven a la submissió fins i tot en contra de la seva voluntat. En aquestes pel·lícules s'exposaven la repressió social que el patriarcalisme exercia sobre les dones, mostraven com les dones amb relacions extramatrimonials o que eren mares solteres eren apartades de la vida social, i es mostrava la competència desigual entre homes i dones a la feina.

## Filmografia
| - 1906: Apachentanz - 1907: Meissner-Porzellan - 1911: Das Liebesglück der Blinden - 1911: Tragödie eines Streiks - 1912: Der Schirm mit dem Schwan - 1913: Komtesse Ursel - 1914: Gretchen Wendland - 1915: Der Sieg des Herzens - 1915: Märtyrerin der Liebe - 1916: Abseits vom Glück - 1917: Die Claudi vom Geiserhof - 1917: Die Faust des Riesen - 1917: Die Ehe der Luise Rohrbach - 1917: Die Prinzessin von Neutralien - 1917: Christa Hartungen - 1918: Das Geschlecht derer von Ringwall - 1918: Auf Probe gestellt - 1918: Agnes Arnau und ihre drei Freier - 1918: Das Maskenfest des Lebens - 1918: Gefangene Seele - 1918: Die Heimkehr des Odysseus - 1918: Die Dame, der Teufel und die Probiermamsell - 1919: Irrungen - 1919: Rose Bernd - 1919: Monica Vogelsang - 1920: Kohlhiesels Töchter - 1920: Anna Boleyn - 1921: Die Geierwally - 1921: Hintertreppe - 1922: Frauenopfer | - 1923: Inge Larsen - 1923: Der Kaufmann von Venedig - 1923: Die Liebe einer Königin - 1923: Das alte Gesetz - 1923: I.N.R.I. - 1923: Das Geheimnis vom Brinkenhof - 1924: Mutter und Kind - 1924: Das goldene Kalb - 1926: Rosen aus dem Süden - 1928: Liebe im Kuhstall - 1928: Lotte - 1928: Zuflucht - 1929: Die Frau, die jeder liebt, bist Du! - 1929: Mutterliebe - 1929: Die Herrin und ihr Knecht - 1930: Skandal um Eva - 1931: 24 Stunden aus dem Leben einer Frau - 1931: Luise, Königin von Preußen - 1933: Mutter und Kind (también guionista) - 1935: Krach im Hinterhaus - 1938: War es der im 13. Stock? - 1941: Komödianten - 1942: Symphonie eines Lebens - 1943: Wenn der junge Wein blüht - 1943: Familie Buchholz - 1943: Neigungsehe - 1950: Absender unbekannt - 1954: Carola Lamberti – Eine vom Zirkus - 1955: Das Fräulein von Scuderi - 1958: Das gab’s nur einmal |